# Broadway Bro Down
«Broadway Bro Down» («Broadway abajo» en Hispanoamérica) es el undécimo episodio de la decimoquinta temporada de la serie animada South Park, y el episodio Nº 220 en general. El episodio se estrenó en Comedy Central el 26 de octubre de 2011 en Estados Unidos con clasificación TV-MA LS.
El episodio ha sido escrito por Trey Parker y Robert Lopez (escritor no mostrado en los créditos) quien trabajó anteriormente con Parker y Matt Stone en el musical The Book of Mormon, ganador de los Premios Tony.

## Trama
Randy escuchado de sus amigos que llevan a mujeres para los espectáculos en Broadway y luego reciben sexo oral. Randy lleva a Sharon para ver el musical Wicked, pero está confundido e impresionado por la falta de sexualidad abierta. Un espectador le comenta a Randy en el bar del teatro que las mujeres se excitan no por la producción de sexualidad explícita, sino por el subtexto. Cuando Randy regresa al auditorio, ahora escucha a los actores una lírica de una canción haciendo referencia a las mamadas, de forma continua, luego Sharon en regreso a casa le realiza una felación dentro del auto y, como resultado, Randy decidió llevarla a la ciudad de Nueva York para que pueda observar todos los espectáculos de Broadway, dejando a Stan y Shelly en la casa de los Feganos, que son unos residentes de South Park que usan salvavidas en el cuello, ya que son veganos. Durante la cena con los Feganos, Shelly se mete en una confrontación con el Sr. Fegano respecto a que permita a su hijo Larry decidir por sí mismo si quiere ser vegetariano, esto da lugar a Larry de desarrollar una mayor confianza, enamorándose de Shelly y de desistir del uso del salvavidas.
De vuelta en South Park, Randy se lamenta el hecho de que él no viva cerca a un lugar como Broadway, ya que la producción de Wicked en Denver, a la cual ha llevado a Sharon 23 veces, que pronto se moverá a Seattle. Randy planea traer Broadway a South Park como productor de un obra de teatro llamada “Reina de la mamada”, en la cual descarta el subtexto y hace referencias más explícitas a mujeres dando sexo oral. Esto atrae la atención de Stephen Sondheim, Stephen Schwartz, Andrew Lloyd Webber y Elton John, los cuales se representan como hípermasculinos, (a pesar de que en la vida real dos son gays) ya que beben mucha cerveza en un restaurante “Hooters”. Ellos reclaman a Randy acerca de su obra musical y explican que la ausencia de cualquier subtexto real sería exponer la verdad detrás de los espectáculos de Broadway. Randy rechaza las críticas e insiste que su obra tiene muchos subtextos. Sondheim desafía a Randy en un estacionamiento de vehículos enfrentándose ambos con desafíos verbales; finalmente, Sondheim y los demás decidieron ayudar a Randy con arreglos de subtexto a su obra, la cual pasa a llamarse La mujer de blanco.
Cuando Randy regresa a casa, se entera de que Sharon entregó las dos entradas que tenía para Wicked a Shelly y Larry para que pudieran ver la obra musical. Randy se siente horrorizado y viaja rápidamente con Sharon a Denver. Él confiesa a su esposa las verdades de los shows en Broadway, también sintiéndose horrorizada. Una vez dentro del auditorio, los guardias de seguridad echan a Randy del sitio y aterriza en una tienda de disfraces, donde él toma un traje de Spider-Man para regresar al auditorio a detener el show, noqueando a los actores y productores, además de romper la cañería de agua, lo que inunda todo el auditorio. El público se retiró del lugar con excepción de Larry, que murió ahogado porque ya no tenía salvavidas. Randy se disculpa con Sharon y promete revelar la verdad de Brodway, pero ella le expresa que le gustan los espectáculos de Broadway y no ve mal que eso implique que luego quiera hacer sexo oral. Cuando Sharon pregunta a Randy sobre los siguientes eventos que habrá en Broadway, aparece un anuncio del musical The Book of Mormon compuesto por Trey Parker, Matt Stone y Robert Lopez, donde el narrador del anuncio menciona: “The Book of Mormon en Broadway, te la mamarán”.

## Producción
Trey Parker y Matt Stone justamente terminaban de trabajar con el compositor Robert Lopez en el musical de Broadway “The Book of Mormon” antes del estreno de esta temporada de South Park, durante la cooperación, Parker y Stone les dieron la oportunidad a Robert Lopez de integrar al estudio para crear este episodio, él llegó el jueves en tiempo de Halloween por lo que la noción de un episodio relacionado al día de brujas fue descartado. Broadway y los musicales nunca estuvieron de manera explícita sobre la tarima hasta que surgió la idea de “tratar de hacer espectáculos de Broadway por si las dudas”, estaban muy ansiosos por la cantidad de canciones que tenían que escribir, Parker y Stone se mostraron complacidos y expresaron sus intereses en colaborar con Robert Lopez nuevamente, no necesariamente en el contexto de un episodio musical.

## Recepción
El episodio recibió críticas muy buenas.
Ramsey Isler de IGN calificó un 7.5 de 10, expresando “Este sería un episodio considerado como favorito, logra el truco de la diversión de empuje en un tema sin dejar de expresar el amor por ella, y que compensa por mucho.
Ryan McGhee del sitio The A.V. Club le dio al episodio una calificación A e indicó “El show ha presentado durante mucho tiempo los estilos musicales de sus co-creadores, pero rara vez que la habilidad ha desplegado tan eficazmente como media hora magistral de esta noche... Se las arregló para ser increíblemente dulce mientras estaba ridículamente sucia. Se burló de lo que amaba sin perder nunca de vista que el amor en el proceso. En fin, era South Park puro.”.